# Kósaku Ariga
Kósaku Ariga nebo též Aruga (japonsky: 有賀 幸作, Ariga/Aruga Kósaku; 21. srpna 1897 – 7. dubna 1945) byl důstojníkem japonského císařského námořnictva za druhé světové války.
Přihlásil se do 45. běhu japonské císařské námořní akademie (海軍兵学校, Kaigun Heigakkó), kterou ukončil v roce 1917 jako 58. z 89 kadetů. Během své kariéry u císařského námořnictva dosáhl hodnosti daisa (大佐 ~ námořní kapitán) nebo šóšó (少将 ~ kontradmirál) a posmrtně byl povýšen na čúdžó (中将 ~ viceadmirál). Padl jako velitel bitevní lodě Jamato na její sebevražedné misi k Okinawě.

## Jméno a poslední hodnost
Literatura se rozchází ve čtení Kósakova rodového jména – jde konkrétně o čtení prvního znaku kandži. Znaky 有賀 je možné číst jako „Ariga“ i jako „Aruga“. Foster, Frank, Hrbkovi, Hubáček, Morison, Muir, O'Neill, Parshall & Tully, Skulski, Spurr, Ugaki a Yoshida preferují první čtení, zatímco Hackett & Kingsepp, Ito, Kennedy, Lengerer, Nishida a Zalewski preferují druhé čtení a Hara používá obojí.
Neshoda panuje i kolem hodnosti, kterou měl mít Ariga jako velitel bitevní lodě Jamato. Foster, Hara, Hrbkovi, Hubáček, Morison, Muir, O'Neill, Skulski, Spurr, Ugaki a Yoshida píší o Rear admiral/kontradmirál, čili šóšó. Hackett & Kingsepp, Ito, Kennedy, Lengerer, Nishida a Zalewski mu přiznávají pouze hodnost Captain/Komandor/námořní kapitán, čili daisa.

## Kariéra

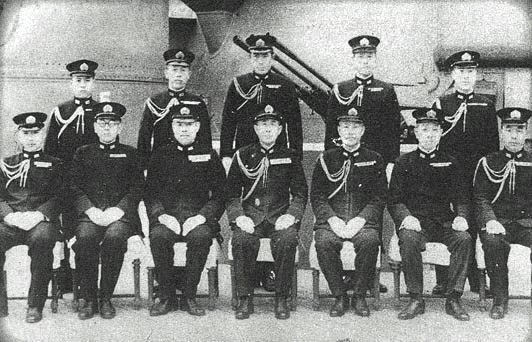
Velící důstojníci Jamato 5. dubna 1945, tedy den před vyplutím k Okinawě. Ariga je sedící uprostřed.

Po absolvování císařské námořní akademie nastoupil Ariga jako poddůstojník na pancéřový křižník Iwate (listopad 1917 - červenec 1918) a následně bitevní loď Hjúga (červenec 1918 - listopad 1018).
Po absolvování základního torpédového a dělostřeleckého kurzu sloužil jako šó'i (少尉 ~ poručík) na torpédoborcích Minazuki (prosinec 1919 - březen 1920) a Nenohi (duben 1920 - listopad 1920). Po povýšení na čú'i (中尉 ~ mladší poručík) sloužil na torpédoborcích Akebono (prosinec 1920), Aoi (prosinec 1920 - květen 1922), Hacuharu (květen 1922 - listopad 1922) a bitevní lodi Nagato (listopad 1922 - listopad 1923).
Jako tai'i (大尉 ~ poručík) absolvoval pokročilý torpédový kurz a poté sloužil na torpédoborcích Akikaze (říjen 1924 - září 1926), č. 31 (září 1926 - listopad 1927) a lehkých křižnících Naka (prosinec 1927 - prosinec 1928) a Kiso (prosinec 1928 - říjen 1929).
Prvního samostatného velení se ujal 1. listopadu 1929 na torpédoborci 2. třídy Júgao (listopad 1929 - listopad 1930), během kterého byl 30. listopadu 1929 povýšen na šósa (少佐 ~ korvetní kapitán). Následovalo velení na torpédoborci 2. třídy Fujó (prosinec 1930 - leden 1932) a torpédoborcích 1. třídy Tačikaze (únor 1932 - říjen 1933), Akikaze (únor až listopad 1932), Macukaze (listopad 1933 - říjen 1934) a Inazuma (listopad 1934 - říjen 1935).
K 15. listopadu 1935 byl coby příslušník štábu Činkaiského obranného okruhu povýšen na čúsa (中佐 ~ fregatní kapitán). Od prosince 1937 do prosince 1938 sloužil jako fukučó (副長 ~ výkonný důstojník) na lehkém křižníku Sendai. Poté následovalo velení 1. sókaitai (掃海隊 ~ minolovná jednotka; prosinec 1938 - listopad 1939) a 11. kučikutai (駆逐隊 ~ divize torpédoborců; listopad 1939 - červen 1941), během kterého byl 15. listopadu 1940 povýšen na daisa (大佐 ~ námořní kapitán).
Na počátku druhé světové války v Pacifiku velel 4. kučikutai (červen 1941 - únor 1943). S ní se zúčastnil bitvy u Midway a bitvy u východních Šalomounů.
Od 1. března 1943 až do 6. června 1944 zastával Ariga funkci velitele těžkého křižníku Čókaj. Poté zastával funkci hlavního instruktora a vedoucího výzkumné divize torpédové školy. Od 6. listopadu 1944 působil jako pomocník ve štábu 2. kantai (艦隊 ~ loďstvo).
Dne 25. listopadu 1944 se stal velitelem bitevní lodě Jamato a spolu s ní nalezl smrt během operace Ten-gó, když byla 7. dubna odpoledne Jamato potopena americkými palubními letouny. Když se Jamato potápěla, odmítl jí opustit. Na protiletadlovém velícím stanovišti na můstku se přivázal ke stojanu kompasu a šel ke dnu i se svojí lodí. Posmrtně byl povýšen o jeden nebo dva stupně na čúdžó.